# Józef Maria Ludwik Sułkowski
Józef Maria Ludwik Sułkowski herbu Sulima (ur. 2 lutego 1848 w Wiedniu, zm. 17 stycznia 1920 w Wiedniu) – VII książę bielski (VII Herzog von Bielitz, Grafen von Lissa, Sduny und Kobilyn) z magnackiego rodu Sułkowskich, pierworodny syn Ludwika Jana Nepomucena Sułkowskiego i Anny Elżbiety Franciszki von Dietrich (1823–1853). Rodzicami Anny był baron Josef von Dietrich (1780–1855) i Anna Clara Albina z domu von Béra zu Biharfalva und Mezö Levagya (1792–1862). Józef Maria to najbardziej ekscentryczna postać w historii bielskiej linii książęcego rodu Sułkowskich   . 

## Dzieciństwo, edukacja i służba wojskowa

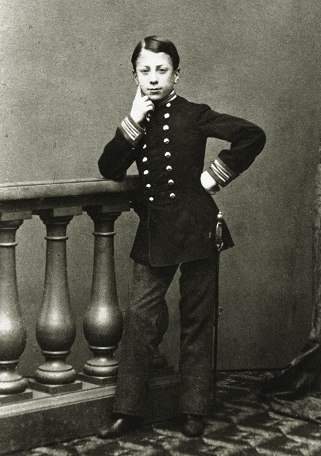
Józef Maria w wiedeńskim Theresianum

Jego dzieciństwo nie należało do łatwych, co zaowocowało życiem pełnym ekscentrycznych zachowań. Już w pierwszych miesiącach po jego narodzeniu miały miejsce tragiczne chwile w historii rodziny. W marcu zamordowano w Słupnej babkę Luizę Sułkowską z domu Larisch, w październiku na barykadach zrewoltowanego Wiednia zginął stryj Maksymilian Sułkowski, a nieco później za wystąpienie po stronie rebeliantów został aresztowany ojciec, który po ucieczce udał się na przymusową emigrację. Gdy Józef Maria miał pięć lat zmarła mu matka, dwa lata później odszedł dziadek Dietrich, który zapewne nie szczędził jedynemu wnukowi wychowania w przepychu. Wówczas rozpuszczony młodzieniec został oddany na wychowanie do jezuitów, a następnie na naukę do wiedeńskiego Theresianum, gdzie przebywał zaledwie rok (1854–1855). Gdy w 1862 zmarła babka Dietrichowa pierwszy raz spotkał się z ojcem, macochą i licznym przyrodnim rodzeństwem. Na przełomie 1866 i 1867 przebywał z nimi w Paryżu, w otoczeniu polskiej arystokracji. Już wówczas nie zyskał dobrej opinii. Dziewiętnastoletni książę rozpoczął służbę wojskową w 1867 jako kadet w 1. Regimencie Ułanów księcia Grünne ze sztabem w Lugos, jednak po niecałych dwóch latach – w czerwcu 1868 – został z niej zwolniony w związku z zawarciem małżeństwa  .

## Życie prywatne

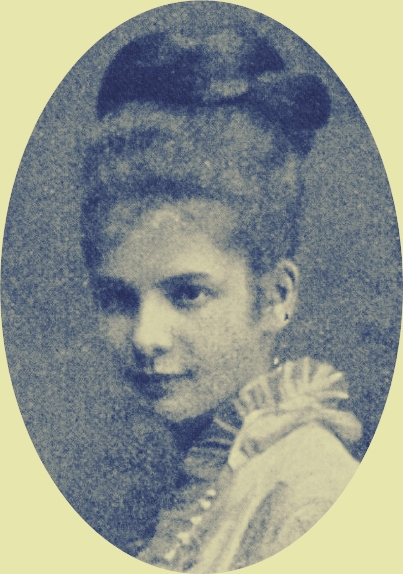
Ida Jäger

Dnia 14 czerwca 1868 w kościele w Rosawitz koło Bodenbach (Děčín-Rozbělesy w Czechach) Sułkowski poślubił starszą o dziewięć lat Wiktorię Genowefę Lehmann (1838–1901) – guwernantkę przyrodniej siostry Taidy – córkę katolików, urodzonego w Wiedniu Roberta Ignaza Lehmanna oraz Genowefy Mercier z francuskiego Nangis. Jej dziadkiem był Saul Lehmann wyznania mojżeszowego i Regina Oppenheim. Około 1869 Wiktoria urodziła córeczkę Walerię, która zmarła 20 grudnia 1873 w Wiedniu. Sześć lat później doszło do rozwodu małżonków. Kolejną wybranką Józefa Marii była Ida Jäger (1847–1916), córka stomatologa z Linzu, sopranistka Carl-Theater w Wiedniu, Opery Nadwornej w Wirtembergii, opery w Pradze, gwiazda scen w Berlinie i Stuttgarcie. Ślub zawarli 29 lipca 1881 w Zürichu, po narodzinach (5 lipca) ich jedynej córki Idy Róży (1881–1934). Małżeństwo nie było zgodne i po kilku latach doszło do separacji związku. Pierwszą znaną kochanką księcia była pochodząca z Pesztu Luiza Vecseghy (ok. 1854–1891). Poznał ją podczas pobytu w zakładzie psychiatrycznym w Döbling (od 1883), skąd pomogła mu uciec w 1889. Wielka miłość została przerwana śmiercią ukochanej po wypadku nad Jeziorem Zuryskim w Szwajcarii. Później, według niepotwierdzonych źródeł, Sułkowski miał mieć jeszcze jedną kochankę, niejaką Annę Huber (1859–1922), która była służącą na zamku Feistritz. Z tego związku miało przyjść na świat dwóch jej synów, Peter (1894) i Franz (1898). Mimo planów książę nie naturalizował chłopców ze względów proceduralnych, którzy otrzymali nazwisko Mönichweger, po późniejszym mężu Anny .

## Majątek magnacki i jego kres
Po śmierci dziadka Dietricha książę stał się jedynym dziedzicem baronowskiego spadku. Do czasu osiągnięcia pełnoletniości (1870) zarządzali nim administratorzy ojca. W schedzie przypadł siedmioletniemu dziedzicowi m.in. zamek w Feistritz am Wechsel (Dolna Austria), pałac w Matzleinsdorf (Wiedeń), romantyczna ruina zamku Thomasberg (Dolna Austria), pałac Neuhaus w Tržiču (Słowenia), pałac w Mürzzuschlag, pałac w Pâncota oraz liczne dobra w tych miejscowościach, zagraniczne depozyty bankowe i ogromna kolekcja sztuki. Pośród dziedziczonych dóbr znalazła się również jaskinia Hermannshöhle (koło Kirchberg am Wechsel). Po śmierci ojca (1879) młody książę został VII powiernikiem bielskiego fideikomisu i automatycznie wszedł w posiadanie bielskiego zamku z licznymi dobrami w powiecie bielskim, jednak tutaj nigdy nie bywał. Niestety Józef Maria stracił cały dorobek dziadka Dietricha oraz uszczuplił bielski majątek podniesiony wcześniej z ruiny przez ojca. Wydaje się, że jednym z powodów był wystawny styl życia czego emblematycznym przykładem mogły być cytowane przez ówczesną prasę książęce zamiłowania do kosztownych podróży z liczną służbą, własną trupą teatralną, muzyczną i małym zwierzyńcem. W tym celu miał wynajmować całe składy kolejowe oraz hotele na wyłączność. Jednak zasadniczym powodem były niefortunne wybory małżeńskie. Katastrofą okazał się zwłaszcza związek z Idą, która po zamknięciu męża w Döbling szybko położyła bezkarną rękę na książęcym majątku. Wtedy też doszło do pierwszych wysprzedaży kolekcji z zamku w Feistritz am Wechsel i pałacu w Matzleinsdorf, w czym Idzie pomagał Johann Nepomuk Graf Wilczek. Po 1899 księżna doprowadziła do ponownego ubezwłasnowolnienia męża trwoniąc nadal majątek. Liczne procesy z wierzycielami doprowadziły w 1909 do rozprzedania dóbr po dziadku Dietrichu. Ostał się jedynie zamek Feistritz am Wechsel, który po śmierci księcia odziedziczyła córka. Ida Róża szybko zbankrutowała i zamek wraz z wyposażeniem nabył bankier Maximilian Mautner, który w roku 1923 i 1924 wysprzedał na aukcjach w Dorotheum pozostałości wielkiej kolekcji Dietricha i Sułkowskiego. Książęca córka pozbawiona dochodów pracowała jako sprzątaczka, bywało też, że jako bezrobotna korzystała ze schronienia w przytułkach. Zmarła w ubóstwie około 1934. Mimo dotychczasowego, negatywnego wizerunku Józefa Marii, wykreowanego głównie przez współczesną mu prasę okazuje się, że jego gospodarstwo rolne w Pâncota słynęło z rewelacyjnych wyników w uprawie winorośli i produkcji win, a co najważniejsze otrzymywało nagrody na wystawach rolniczych za hodowlę świń rasy Mangalica. Do zasług księcia należy zaliczyć również budowę bazarów zamkowych (1898) u podnóża bielskiego zamku, co znacząco zmieniło pejzaż miasta i zwiększyło dochody z czynszów do kasy fideikomisu.

## Teatr książęcy w Matzleinsdorf
Pośród dóbr odziedziczonych przez Józefa Marię po dziadku Dietrichu znalazły się trzy teatry, największy z niezależnym budynkiem w Matzleinsdorf, następnie na zamku Feistritz am Wechsel, którego wystrój zaprojektował Joseph Kornhäusel oraz w willi w Helenental (Baden pod Wiedniem). Dzięki temu młody Sułkowski mógł wpisać się w rodzinną tradycję związku z teatrem zapoczątkowanym w Rydzynie, kontynuowanym w Warszawie i dalej w Bielsku, gdzie tradycję teatru dworskiego przeniósł Franciszek Sułkowski. W 1862 ojciec księcia podjął decyzję o skomercjalizowaniu obiektu w Matzleinsdorf. Kierownictwo powierzono austriackiemu znawcy teatru, Niklasowi Valentinowi (1806–1883), który stworzył tu uczelnię teatralną w charakterze teatru prób dla początkujących aktorów, na którego deskach debiutowało wiele znanych austriackich gwiazd: Rudolf del Zopp, Josef Koller, Heinrich Jantsch, Victor Léon, Max Reinhardt, Stella Hohenfels, Emmerich Robert, Gustav Marian, Josef Lewinsky. Od tego momentu teatr nosił nazwę Fürstlische Sulkowski'sches Privat-Theater i działał do 1895 (budynek rozebrano w 1908).

## Odosobnienie w Döbling

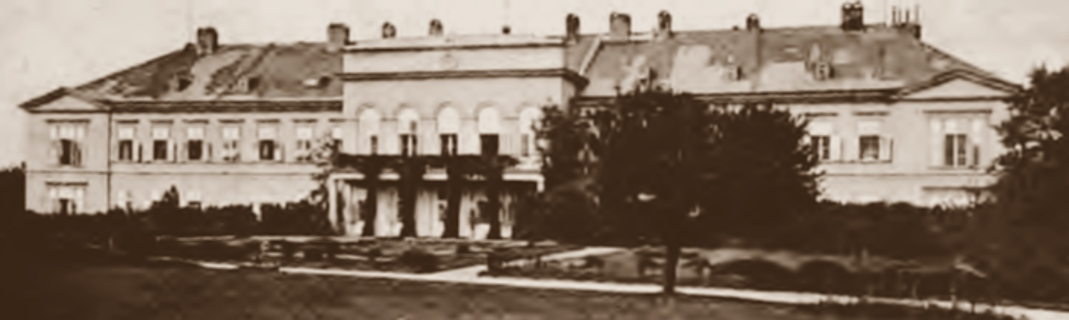
Zakład psychiatryczny w Döbling

W 1883 Sułkowski został aresztowany i umieszczony w ekskluzywnym zakładzie psychiatrycznym w Döbling pod Wiedniem, miejscu odosobnienia umysłowo chorych członków książęcych i królewskich rodów Europy. W zakładzie poddany został badaniom przez słynnych wówczas psychiatrów, Richarda von Krafft-Ebinga oraz Maximiliana Leidesdorfa. Głównym sprawcą takiego losu księcia była jego małżonka Ida, która już wcześniej wszczęła starania o uznanie księcia za szalonego, a w konsekwencji o ubezwłasnowolnienie. Dzięki zaangażowaniu wpływowych osób doprowadziła do sądowego orzeczenia niepoczytalności Józefa Marii i nałożenia kurateli na bielski majątek. Uzyskała również ogromną pensję z książęcych dóbr i dodatkowo alimenty dla córki. Szybko jednak napotkała sprzeciw przyrodniego brata męża, Alfreda Sułkowskiego. Ten, w porozumieniu z Józefem Marią, widząc duże zagrożenie dla rodzinnej schedy, wniósł pozew o uznanie związku z Idą za nieważny, chcąc w ten sposób doprowadzić do pozbawienia żony i córki księcia prawa do dziedziczenia majątku, tytułu i nazwiska. Niestety, ok. 1889 spór został rozstrzygnięty na korzyść Idy i jej córki. Na wieść o tym Józef Maria uciekł z Döbling do Szwajcarii. Odwołał się od wszystkich wyroków do sądu w Bonn i został ponownie poddany badaniom. Według opinii pruskich specjalistów, profesora Karla Pelmana i doktora Friedricha Gustava Nöthela, książę bezspornie okazał się zdrów na umyśle. W połowie 1890 ostatecznie przywrócono mu wszystkie prawa obywatelskie. W wyniku działań procesowych wykazano, że książę od 1884 nie był poddawany badaniom kontrolnym, a samemu doktorowi Leidesdorfowi zarzucono przyjmowanie pokaźnych korzyści finansowych od Idy za podtrzymywanie orzeczenia o chorobie umysłowej jej małżonka. Księżnej udowodniono także bezprawne czerpanie nieograniczonych korzyści z majątku .

## Mauzoleum na cmentarzu w Feistritz am Wechsel
Po śmierci Luizy Vecseghy książę sprowadził jej ciało do Feistritz am Wechsel i pochował na miejscowym cmentarzu w krypcie ufundowanego przez siebie mauzoleum. Budowla została wzniesiona w stylu neogotyckim przez wiedeńskiego kamieniarza i budowniczego Paula Wasserburgera. We wnętrzu znajduje się ołtarz z drewna dębowego, przed którym po bokach ustawiono dwa bliźniacze katafalki wykonane z brązowego marmuru. Na katafalku po prawej spoczywa wyrzeźbiona w białym marmurze, idealizowana, romantyczna w charakterze postać śpiącej Luizy. Autorem rzeźby był bliżej nieznany włoski rzeźbiarz. Książę zmarł 17 stycznia 1920 roku w Wiedniu, w hotelu „Kaiserin Elisabeth” przy Weihburggasse i został pochowany prowizorycznie na Cmentarzu Centralnym w Wiedniu, a po roku jego ciało przewieziono do Feistritz am Wechsel i pochowano u boku ukochanej .